# Abdul Rašid Dostum
Abdul Rašid Dostum, afganistanski general uzbeškega rodu, * 25. marec 1954.
General Dostum je bil od 29. septembra 2014 do 19. februarja 2020 podpredsednik Afganistana. 

## Življenjepis
Dostum je bil eden od pomembnejših generalov Severnega zavezništva. Poveljeval je osrednjemu delu Afganistanu. Pod njegovim poveljstvom so 2001 zavzeli več ključnih mest (npr. Mazar-e Šarif, Taloqan, Kunduz,...).